# 5371 Albertoaccomazzi
5371 Albertoaccomazzi eller 1987 VG1 är en asteroid i huvudbältet som upptäcktes den 15 november 1987 av de båda japanska astronomerna Seiji Ueda och Hiroshi Kaneda i Kushiro. Den är uppkallad efter Alberto Accomazzi.
Asteroiden har en diameter på ungefär 18 kilometer och den tillhör asteroidgruppen Eos.